# Ruta 102 (Costa Rica)
La Ruta 102, oficialmente Ruta Nacional Secundaria 102, es una ruta nacional de Costa Rica ubicada en la provincia de San José.

## Descripción
En la provincia de San José, la ruta atraviesa el cantón de Vázquez de Coronado (los distritos de San Isidro, Patalillo), el cantón de Tibás (los distritos de San Juan, Anselmo Llorente), el cantón de Moravia (el distrito de San Vicente).